# Дерверден
Дерверден (њем. Dörverden) општина је у њемачкој савезној држави Доња Саксонија. Једно је од 11 општинских средишта округа Ферден. Према процјени из 2010. у општини је живјело 9.328 становника. Посједује регионалну шифру (AGS) 3361003, NUTS (DE93B) и LOCODE (DE DVE) код.

## Географски и демографски подаци
Дерверден се налази у савезној држави Доња Саксонија у округу Ферден. Општина се налази на надморској висини од 16 метара. Површина општине износи 83,3 km². У самом мјесту је, према процјени из 2010. године, живјело 9.328 становника. Просјечна густина становништва износи 112 становника/km².